# باستارنيون

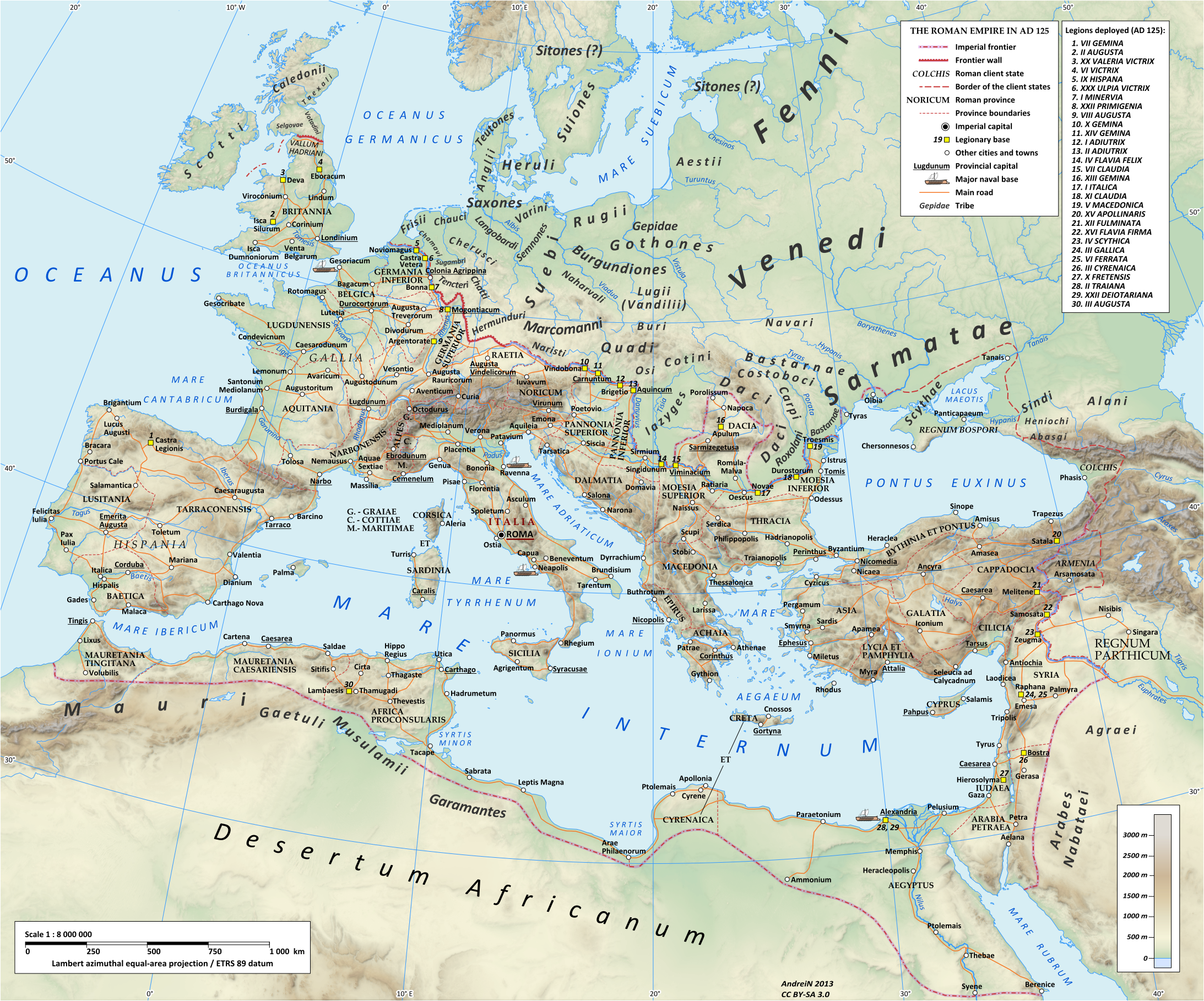
خريطة للإمبراطورية الرومانية عام 125م تظهر مناطق إقامة البارستانيين مُقسمة إلى مَجموعتين رئيسيتين، والمَجموعة الأصغر كانت تقطن دلتا الدانوب وُعرفت باسم البيوسينيين.

الباستارنيون هم شعب قديم مهم غير محدد الأصل، لعله يكون خيلطاً بين الجرمانيين والكلتيين والسارماتيين. عاش البارستانيون بين الدانوب والدنيبر خلال القرون الأخيرة قبل الميلاد وأوائل القرون بعد الميلاد. وتشير البحوث الأخيرة إلى أنهم كانوا أهم وأقوى بكثير مما اعتقد عموماً. ربما كانوا ذوي منشأ جرماني أو كلتي أو جرماني - كلتي أو حتى بروتي - بلطي. أصل الاسم غير مؤكد، وغالباً ما يَعني 'مختلط الدماء'، خلافاً لجيرانهم الجرمان الشرقيين السكيريين الذين يَعني اسمهم 'نظيف' أو 'نقي الدماء'.

## أصل الاسم
بداية هذا الاسم القبليّ غير مُحددة. لكن من الأصول المُحتملة اشتقاقه من الكلمة الجرمانية القديمة «باستجان» (من الجذر الهندو أوروبي القديم «باس») والتي تعني «الترابط» أو «الرباط». وفي هذه الحالة، فربما كان المَعنى الأصلي لمُصطلح «الباستارنيون» هو التعبير عن حلفٍ بين مَجموعة من القبائل. ومن المُحتمل أيضاً أن المُصطلح الروماني «باستيرنا» - الذي يَدل على نوع من العربات أو الركام - قد اشتق من اسم هذه القبيلة، والتي كانت معروفة - مثلها في ذلك مثل العديد من القبائل الجرمانية الأخرى - بترحالها مع قطارات من العربات لكيْ تعيش بها عائلاتها. يَقترح البعض أيضاً اشتقاق الاسم من الكلمة الفارسية القديمة الأفستية «باست» التي تعني «الرباط أو الاتحاد» (أو الأوسيتية: «باتن» أي رباط - «باس» أي اتحاد) والإيرانية «أرنا» أي ذرية، وذلك بموازنتها مع الكلمة الأخرى "δουλόσποροι" (أي «السلافيون السبوروي») التي يَذكرها نونس وكوسماس حيث أن السبوروي هم شعب بروكوبيوس الذين يَعتبرون أسلاف السلافيين. ولاحقاً، اشتق مُصطلحا "bastard" الإنكليزي و"bâtard " الفرنسيّ (بمعنى «هجين») من اسم الباستارنيين.

## المنطقة

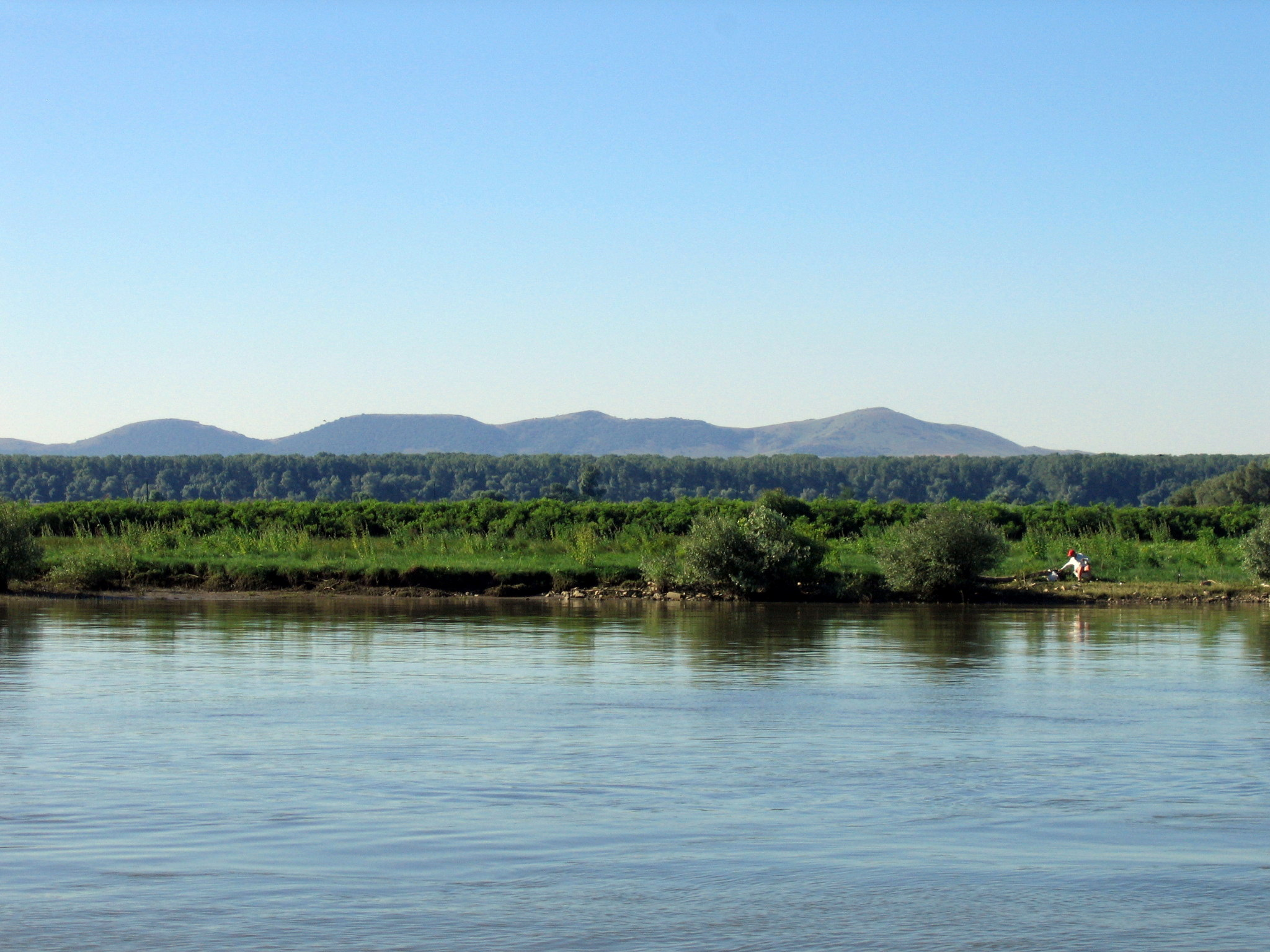
صورة تظهر جزءاً من دلتا الدانوب، وهي الموطن الأصليّ لعشيرة البيوسينيين المُنتمية إلى البارستانيين.

يَفترض الأكاديميون عموماً أن موطن الباستارنيين الأصليين كان في مكان ما حول نهر فيستولا (في وسط بولندا) وأنهم هاجروا باتجاه الجنوب الشرقي إلى منطقة البحر الأسود حول سنة 200 ق.م (كما فعل القوطيون بعد ذلك بـ400 عام).
يَصف سترابو إقليم الباستارنيين بشكل غامض على أنه يَقع «بين نهري» إيستر«(نهر الدانوب) و» بوريسثينس«(نهر دنييبر)». وهو يُحدد ثلاثة عشائر من الباستارنيين: الأتموني وسيدوني وبيوسيني. وقد اشتق اسم البيوسينيين من جزيرة بيوس، وهي جزيرة كبيرة في دلتا الدانوب استعمرتها هذه العشيرة. ويَقول جغرافيّ القرن الثاني للميلاد كلاوديوس بطليموس أن الكاربيانيين أو الكاربيين (يُعتقد أنهم قطنوا ملدوفيا) فصلوا البيوسينيين عن باقي الباستارنيين «فوق أرض داسيا». يُجمع الأكاديميون الحديثون اليوم على أن الباستارنيين كانوا - في القرن الثاني للميلاد - مُقسمين إلى مَجموعتين رئيسيتين. وقد قطنت المجموعة الأكبر من هاتين المَجموعتين المُنحدرات الشمالية الشرقية لجبال الكاربات ومنطقة أخرى بين نهري بروت ودنيبر (جمهورية ملدوفيا - غرب أوكرانيا)، بينما أقامت مَجموعة أخرى أصغر في شمال منطقة دلتا الدانوب. وبهذا فنظرياً لم يَقطن سوى البيوسينيون الحدود الشمالية القصوى للولاياة الرومانية مويسيا، والتي تمتد على طول الفرع الجنوبي لدلتا الدانوب.